# Țepu de Sus
Țepu de Sus – wieś w Rumunii, w okręgu Gałacz, w gminie Țepu. W 2011 roku liczyła 191 mieszkańców.